# نوپسرها براچیتریتا
نوپسرها براچیتریتا یک گونه سوسک از خانوادهٔ سوسک‌های شاخک‌دراز است. این گونه توسط پروفسور پر اولوف کریستوفر آوریویلیوس در سال ۱۹۱۴ بررسی و توصیف شد.

## انواع
- Nupserha brachytrita var. vitticeps Breuning, 1950
- Nupserha brachytrita var. fuscoreducta Breuning, 1953